# Blaž Janc
Blaž Janc, né le 20 novembre 1996 à Brežice, est un joueur slovène de handball évoluant au poste d'ailier droit. 
Après avoir été formé et avoir signé son premier contrat professionnel au RK Celje avec lequel il remporte notamment quatre titres de champion de Slovénie, il s'engage pour la saison 2017-2018 avec le club polonais du KS Kielce. En 2020, il rejoint le FC Barcelone.

## Palmarès

### En club
compétitions internationales
- Vainqueur de la Ligue des champions (1) : 2021 (avec le FC Barcelone)
  - Finaliste en 2020 (avec le FC Barcelone en décembre 2020)

compétitions nationales
- Vainqueur du championnat de Slovénie (4) : 2014, 2015, 2016 et 2017
- Vainqueur de la Coupe de Slovénie (5) : 2013, 2014, 2015, 2016 et 2017
- Vainqueur du supercoupe de Slovénie (4) : 2014, 2015 et  2016
- Vainqueur du championnat de Pologne (3) : 2018, 2019 et 2020
- Vainqueur de la Coupe de Pologne (2) : 2018 et 2019
- Vainqueur du Championnat d'Espagne (1) : 2021
- Vainqueur de la Coupe du Roi (1) : 2021
- Vainqueur de la Coupe ASOBAL (1) : 2021
- Vainqueur de la Supercoupe d'Espagne (1) : 2021

### En sélection
- 6e place aux Jeux olympiques de 2016
- troisième du championnat du monde 2017 en France

### Distinctions individuelles
- élu meilleur ailier droit du championnat d'Europe 2020